# Стадион Есперанто ут

Стадион Есперанто ут (мађ. Eszperantó úti Stadion) је вишенаменски стадион у Дунаујварошу, у Мађарској, капацитета 12.000 гледалаца. Углавном користи за фудбалске утакмице и дом је фудбалског клуба Дунаујварош Палхалма.

## Историја
Стари стадион је предат на употребу 1952. године. Званични капацитет зграде је био 11.700 гледалаца. Утакмицу отварања играли су Градитељи железаре Стаљин против мађарске фудбалске репрезентације Густава Шебеша. Златни тим је победио резултатом 4 : 0  Највећи број од 18.000 гледалаца на овом стадиону био је на утакмици првенства Дунаујварош - ФТЦ 1968. године. 
У оквиру програма реконструкције стадиона, у Дунаујварошу су почели радови по други пут након реновирања стадиона Ујпешта. Дана 11. октобра 2001. Тамаш Дојч, тадашњи министар омладине и спорта, и Ласло Тот, генерални директор Дунафер Рт, поставили су камен темељац стадиона.
Делови објекта су завршавани различитим темпом. Прво су трибине изграђене на две уздужне стране, а затим, када су у сезони 2002-2003. завршени водени блокови испод трибина, арена је добила дозволу за пуштање у рад. Домаћи тим је први меч одиграо против ВСЦ из Дебрецина а утакмица је завршена нерешеним резултатом 0 : 0. Највећа посета од 6.000 гледалаца на новом стадиону постављена је на утакмици Дунаферу – ФТЦ 24. августа 2002.